# كاتب مسرحي

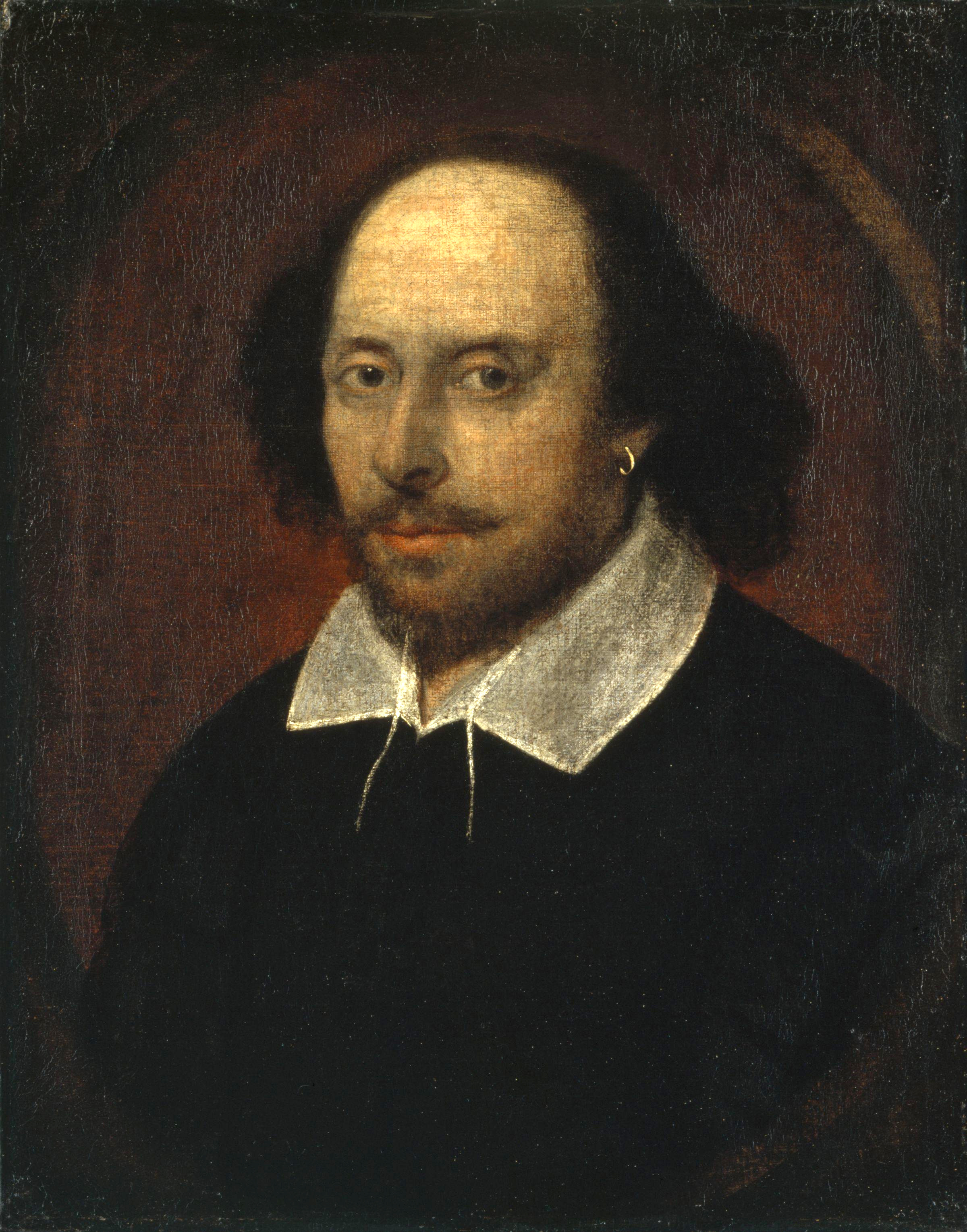

الكاتب المسرحي أو المسرحي هو الشخص الذي يقوم بكتابة المسرحيات والتمثيليات ويقوم بتوزيع الأدوار بين ممثلي العمل الأدبي، ومن أشهر الكتاب المسرحيين على الإطلاق الكاتب البريطاني ويليام شكسبير.